# 联合计算机会议
联合计算机会议（Joint Computer Conference）是人們對1951年至1987年间在美国以各种名義舉辦的一系列计算机研討會的統稱。
一開始美國東部和西部都會舉辦計算機會議，其中西部联合计算机会议( Western Joint Computer Conference，WJCC ) 最初每半年舉辦一次，後來改為每年在美国西部举行一次會議，与之对应的是东部联合计算机会议(Eastern Joint Computer Conference， EJCC )，該會議每年在美国东部举行一次。两次会议都是由一个名叫美国国家联合计算机委员会的组织赞助。  :p.47
1962年，美国信息处理学会联合会接手赞助會議，而且将這兩個會議分別更名为秋季联合计算机会议( Fall Joint Computer Conference，FJCC ) 和春季联合计算机会议( Spring Joint Computer Conference，SJCC )。
1973年，美国信息处理学会联合会将这两个会议合并为一个单一的年度全国计算机会议( National Computer Conference，NCC )，该会议一直舉辦至1987年為止。
1967年在安那翰舉行的秋季联合计算机会议吸引了15,000名与会者。  1968 年，在旧金山舉辦的秋季联合计算机会议上，道格拉斯·恩格尔巴特親自演示了鼠标、视频对话、电话会议和超文本等新技术，後來人們將這次演示稱為所有演示之母。